# Pronto Salvatore
Pronto Salvatore oder auch Spiel mit Salvatore war eine Spielshow bzw. ein Call-in-Gewinnspiel auf RTL Plus.
In der Sendung, die von 1988 bis 1991 ausgestrahlt wurde, trat der Darsteller Franco Campana als Sonnenbrille tragender, zwielichtiger Hütchenspieler Salvatore mit starkem italienischen Akzent auf. Die nur wenige Minuten dauernde Sendung wurde immer dann geschaltet, wenn nicht genügend Spots für die in der Programmvorschau angekündigten Werbeblöcke akquiriert werden konnten und die entstehenden Pausen mit Programm gefüllt werden mussten. Für einen Anfangsgewinn von 50 DM musste ein über ein normales Telefongespräch (es gab noch keine Mehrwertrufnummern) ins Studio durchgestellter Zuschauer erkennen, unter welcher von drei Nussschalen Salvatore seine Kugel platziert hatte. Lag der Zuschauer richtig, konnte er entweder aufhören oder stattdessen weitere Runden spielen, in denen er seinen Gewinn verdoppeln oder alles verlieren konnte. Das Ende der Sendung wurde regelmäßig durch die Sirene eines italienischen Polizeiwagens angekündigt. In späteren Sendungen spielte Salvatore statt des Hütchenspiels auch die Trickspiele Kümmelblättchen und Kettenlegen mit den Zuschauern.
Obwohl ursprünglich als Pausenfüller gedacht, erreichte die Sendung schnell Kultstatus und Campana wurde zu diversen Fernsehshows wie der von Margarethe Schreinemakers und der von Harald Schmidt eingeladen. Pronto Salvatore war die erste Sendung in der Geschichte von RTL Plus, die eine Einschaltquote von über einer Million Zuschauern erreichte.